# Banyubang (Grabagan)
Banyubang is een bestuurslaag in het regentschap Tuban van de provincie Oost-Java, Indonesië. Banyubang telt 3829 inwoners (volkstelling 2010).